# Генрикувка
Генрикувка (пол. Henrykówka) — село в Польщі, у гміні Грабовець Замойського повіту Люблінського воєводства.
Населення — 58 осіб (2011).
У 1975-1998 роках село належало до Замойського воєводства.

## Демографія
Демографічна структура станом на 31 березня 2011 року:
|          | Загалом | Допрацездатний вік | Працездатний вік | Постпрацездатний вік |
| -------- | ------- | ------------------ | ---------------- | -------------------- |
| Чоловіки | 25      | 5                  | 14               | 6                    |
| Жінки    | 33      | 6                  | 13               | 14                   |
| Разом    | 58      | 11                 | 27               | 20                   |